# Kenji Arima
Kenji Arima (Kanagawa, 26 november 1972) is een voormalig Japans voetballer.

## Carrière
Kenji Arima speelde tussen 1995 en 2002 voor Kashiwa Reysol, Consadole Sapporo en Yokohama FC.